# Iglesia de San Miguel Arcángel (Hornillos de Eresma)
La iglesia de San Miguel Arcángel es una iglesia de España localizada en el municipio de Hornillos de Eresma, en la provincia de Valladolid, comunidad autónoma de Castilla y León. Fue declarada bien de interés cultural con la categoría de monumento el 17 de octubre de 2013.
Se trata de una singular construcción de los siglos XVII y XVIII en ladrillo y tapial sobre zócalo de piedra labrada, con planta de cruz griega, a lo que se van adosando en los ángulos, distintas dependencias como la torre y la sacristía. Conserva en su interior un interesante conjunto de bienes muebles.

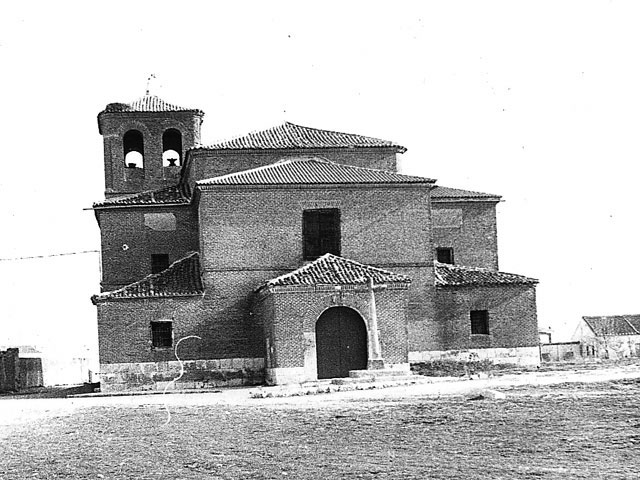
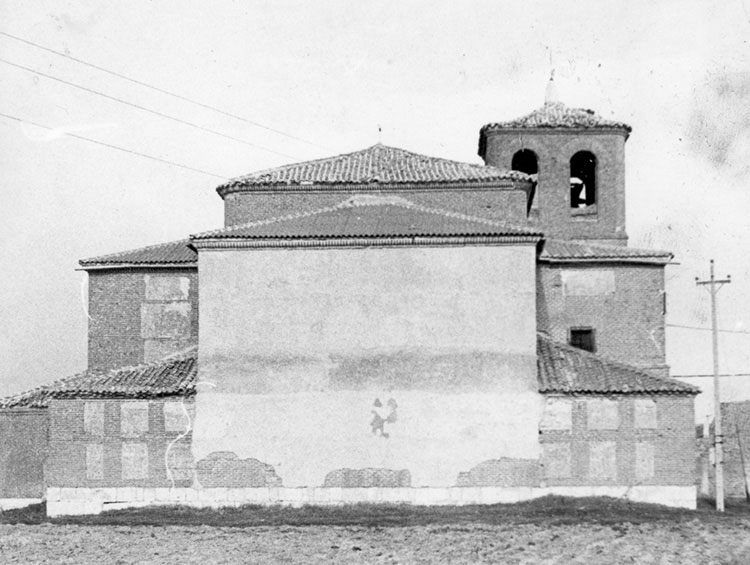